# Premio Joan Bodon
El Premio Joan Bodon fue un premio literario creado en 1986 para galardonar una obra concreta escrita en occitano, o bien al conjunto de una obra literaria escrita en dicha lengua o un animador cultural occitanista. Con carácter anual, premio tornó en 1999 a bianual.
El galardón homenajea al escritor Joan Bodon (1925-1970), uno de los mejores autores en occitano del siglo XX.
Se concedió por última vez en 2007.

## Premiados
- 1986: Jan Dau Melhau por Lo prumier libre dau Marçau
- 1987: Jòrdi Blanc por Jaurès e Occitània[4]
- 1988: R. Roche por Sensa-nom, La romèca, Lo babau e la television
- 1989: Joan Claudi Sèrras por Enlòc
- 1990: Jòrgi Gròs po Ieu, Bancel, Oficièr D'Empèri
- 1991: Marcela Delpastre por el conjunto de su obra
- 1992: Florian Vernet por Miraus escurs[5]
- 1993: Ferran Delèris por L'aucon[6]
- 1994: Joan Ganhaire por Dau vent dins las plumas[7]
- 1995: Glaudi Barsotti por Un papièr sensa importància[8]
- 1996: Pèire Pessamessa al conjunto de su obra
- 1997: Eric Gonzales por L'òrra istuèra d'un hilh de Gelòs[9]
- 1998: Sèrgi Javaloyès por L'Òra de Partir[10]
- 1999: Adelina Yzac por L'enfància d'en fàcia[11]
- 2001: Fèlix Castanh al conjunto de su obra[2]
- 2003: Felip Gardy por La dicha de la figuiera[12]
- 2005: Bernat Lesfargas al conjunto de su obra[13]
- 2007: Joan Frederic Brun por Luònh[14]